# エレクトロン (ロケット)
エレクトロン (Electron) は、アメリカとニュージーランドの企業であるロケット・ラボ社が開発した人工衛星打ち上げ用の小型液体燃料ロケットである。民間の小型衛星を打ち上げる目的で開発された。打ち上げ費用は750万ドルで、低軌道 (LEO) に300kgの打ち上げ能力を持つ。

## 設計
軽量化のため、ロケット本体は炭素繊維強化プラスチック (CFRP) で製作されている。低軌道 (LEO) に300kg、高度500kmの太陽同期軌道 (SSO) に150kgのペイロードを投入する能力を有する。
1段目・2段目のメインエンジンにはいずれも自社製のラザフォードエンジンを使用する。ラザフォードエンジンは衛星打ち上げロケット用としては史上初となる電動ポンプサイクルを採用しており、電源としてリチウムイオンポリマー二次電池を、電動ポンプとして直流ブラシレスモータにより駆動するターボポンプを使用している。推進剤はケロシン (RP-1) と液体酸素 (LOX) である。また、エンジンの主要部品は専用の3Dプリンターで作られている。
ペイロード部はブースター部から切り離し可能としており、ペイロード部に貨物を搭載し封印してから数時間程度で再びブースター部に結合できる。
1段目・2段目の他にキックステージと呼ばれるオプションの3段目も開発されている。キックステージには再点火可能なキュリーエンジンを使用する。このキックステージは後にフォトンという小型宇宙機へと拡張されており、フォトンを使用した場合最大180kgのペイロードをLEO以遠のより複雑な軌道に投入可能となる。

## 射場

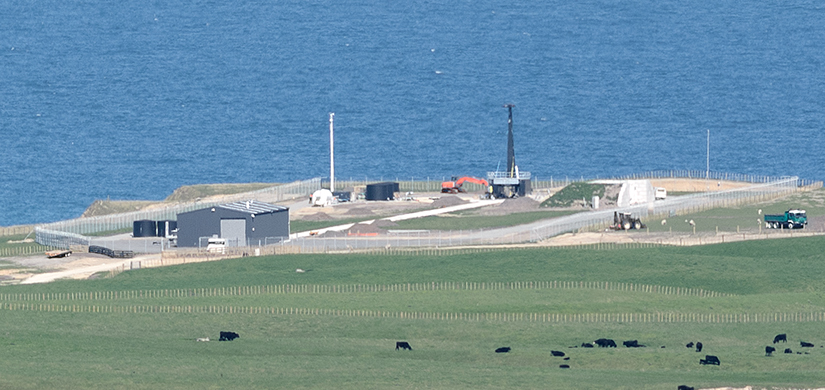
2016年建設当時のニュージーランドのロケット・ラボ第1発射施設

エレクトロンは主にニュージーランドのマヒア半島にあるロケット・ラボ第1発射施設で打ち上げられている。この場所が選ばれたのは、人口密集地から離れており高頻度の打ち上げが可能と見込まれたためだった。ロケット・ラボは、ロケット本体だけでなくこの発射施設も民間資本で開発しており、これは軌道宇宙飛行の全要素を民間で実現した初めての例である。
2018年10月、ロケット・ラボは将来の二つ目の発射施設としてアメリカのバージニア州ワロップス飛行施設にある中部大西洋地域宇宙基地 (MARS) を選択した。第2発射施設での打ち上げは2023年1月より開始されており、こちらは米政府関連の打ち上げに用いることが想定されている。

## 打上げ

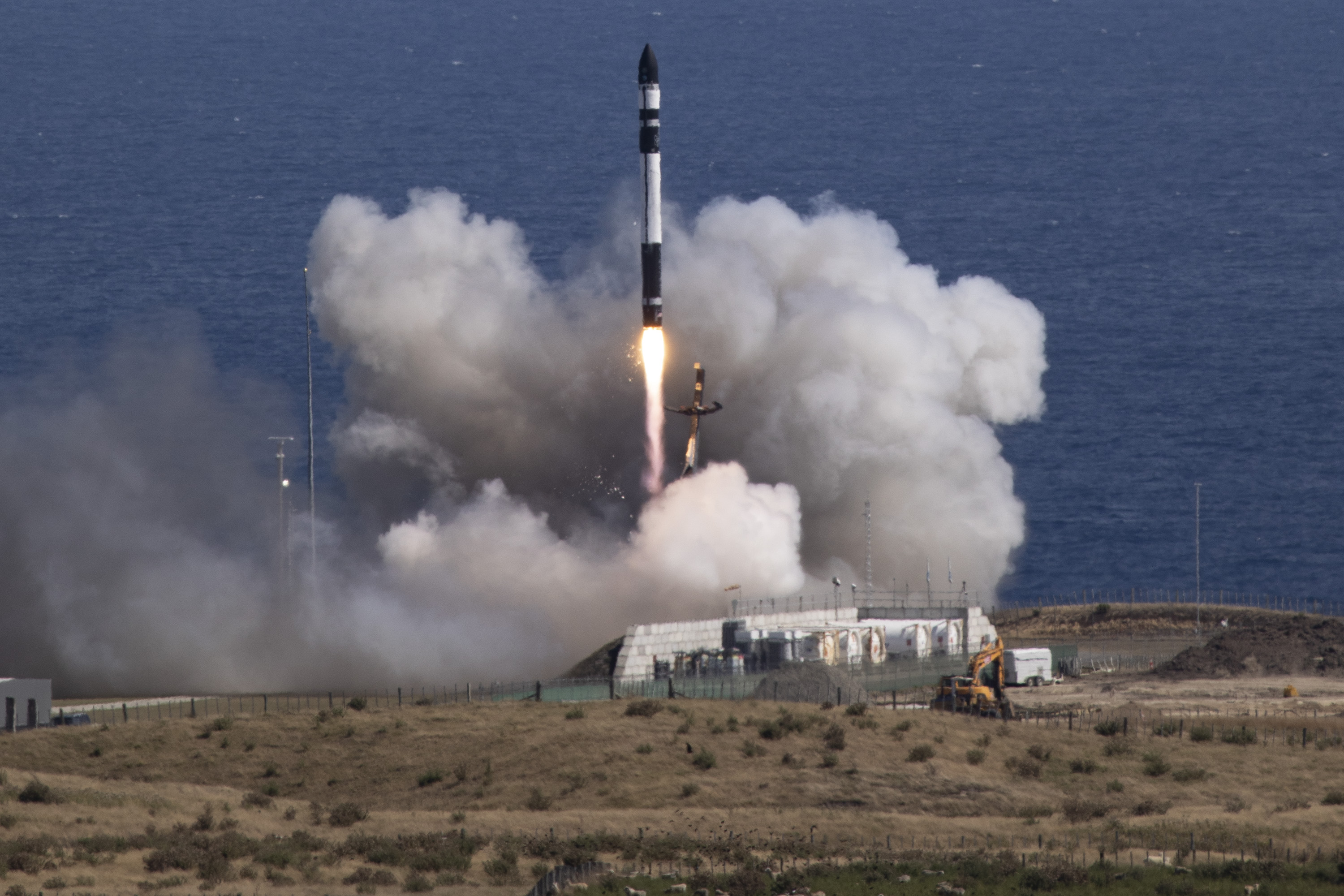
第1発射施設から打ち上げられたエレクトロン11号機

エレクトロンは2017年5月の初打ち上げ以後、31回の打ち上げを行っている（成功28回、失敗3回）。"It's a Test"と名付けられた最初の試験飛行は地上の通信設備の不具合で失敗したが、その後の"Still Testing", "It's Business Time", "This One's For Pickering"の打ち上げでは複数の小型衛星を低軌道に投入成功した。2019年8月の"Look Ma, No Hands"では4基の小型衛星の軌道投入に成功、10月の"As the Crow Flies"ではキックステージを使用して高度400kmのパーキング軌道への投入に成功した。しかし2020年6月の13回目の打ち上げは試験飛行以来となる打ち上げ失敗に、また翌2021年5月の20回目の打ち上げも失敗している。

### 主な打ち上げ

#### "It's a Test"
"It's a Test"は、2017年5月25日に行われたペイロードなしの試験機の初打ち上げ。ロケットの上段は衛星軌道に乗らず弾道飛行に終わったものの、それ以外の技術的な実証はすべて成功に終わり、今後の進展に向けて充分な結果が得られた。予定された軌道は近地点300km、遠地点500km、軌道傾斜角83°の楕円軌道だった。失敗原因の究明には約2か月が費やされた。発表によれば、高度224km時点で地上設備のミスによりテレメトリ異常が検出されたため、安全のために飛行を中断したという。これはソフトウエアで容易に修正可能な問題であり、2号機以降に生かされることになった。

### 打ち上げ実績
| No | 打上日時 (UTC)          | 名前                                         | 軌道       | ペイロード                                  | 成否       | 備考 |
| -- | ----------------------- | -------------------------------------------- | ---------- | ------------------------------------------- | ---------- | --- |
| 1  | 2017年5月25日 04:20     | "It's a Test"                                | LEO        | 試験飛行 模擬重量物と機器                   | 部分的失敗 | ロケットは成功裏に打ち上げられ、第一段とフェアリングの切り離しを達成したが、意図した軌道には届かず、最大高度およそ250 km (155 mi)に達したのみ。                           |
| 2  | 2018年1月21日 01:43     | "Still Testing"                              | LEO        | キューブサット 3機                          | 成功       | キックステージが用いられた初の打ち上げ。 |
| 3  | 2018年11月11日 03:51    | "It's Business Time"                         | LEO        | キューブサット等                            | 成功       | |
| 4  | 2018年12月16日 06:33    | "This One's For Pickering"                   | LEO        | キューブサット等                            | 成功       | |
| 5  | 2019年3月28日 23:27     | "Two Thumbs Up"                              | LEO        | DARPA R3D2                                  | 成功       | |
| 6  | 2019年5月5日 06:00      | "That's a Funny Looking Cactus"              | LEO        | Harbinger FalconODE SPARC-1                 | 成功       | 後二者はキューブサットで、3機の総重量は過去最大の180 kg。 |
| 7  | 2019年6月29日 04:30     | "Make it Rain"                               | LEO        | 小型人工衛星7基                             | 成功       | BlackSky Global-3 (BlackSky)、Prometheus×2基（アメリカ特殊作戦軍）、ACRUX-1（オーストラリアの学生によるキューブサット）などで、合計重量80 kg。                            |
| 8  | 2019年8月19日 12:12     | "Look Ma, No Hands"                          | LEO        | 小型人工衛星4基                             | 成功       | アメリカ空軍の技術実証衛星2基、フランスUnseenLabsの海洋調査キューブサット、シアトルBlackSkyの地球観測衛星。3日延期で打ち上げ。                                            |
| 9  | 2019年10月17日 01:22    | "As the Crow Flies"                          | LEO        | Palisade                                    | 成功       | 米アストロ・デジタルの16Uサイズの小型技術実証衛星で、これまでで最も高い高度1000 km以上へ投入された。                                                                      |
| 10 | 2019年12月06日 08:18    | "Running Out Of Fingers"                     | LEO        | 人工流れ星衛星2号機 (ALE-2) など人工衛星7基 | 成功       | 当初は日本時間11月30日の予定が、延期されて打ち上げられた。 |
| 11 | 2020年1月31日 02:56     | "Birds of a Feather"                         | LEO        | NROL-151                                    | 成功       | NROの機密衛星。 |
| 12 | 2020年6月13日 05:12     | "Don't Stop Me Now"                          | LEO        | NROの機密衛星など小型人工衛星6基            | 成功       | 3月下旬の打ち上げ予定が、コロナ禍により延期されていた。 |
| 13 | 2020年7月4日 21:19      | "Pics or it didn't happen"                   | LEO        | キヤノン電子のCE-SAT-IBなど小型人工衛星7基  | 失敗       | 打ち上げ4分後の第2段エンジン燃焼中に問題が発生、軌道投入に失敗。 |
| 14 | 2020年8月31日 03:05:47  | "I Can't Believe It's Not Optical"           | LEO        | Sequoia (Capella 2)                         | 成功       | |
| 15 | 2020年10月28日 21:21:27 | "In Focus"                                   | LEO        | SuperDove x 9 CE-SAT-IIB                    | 成功       | |
| 16 | 2020年11月20日 02:20:01 | "Return To Sender"                           | LEO        | キューブサット約30基                        | 成功       | 第一段ロケット回収に初成功。 |
| 17 | 2020年12月15日 10:09:27 | "The Owl's Night Begins"                     | SSO        | StriX-α                                     | 成功       | |
| 18 | 2021年1月20日 07:26     | "Another One Leaves The Crust"               | LEO        | OHBの小型通信衛星                           | 成功       | |
| 19 | 2021年3月22日 22:30     | "They Go Up So Fast"                         | LEO        | Photonなど6基                               | 成功       | |
| 20 | 2021年5月15日 11:11     | "Running Out Of Toes"                        | LEO        | BlackSky Global 2基                         | 失敗       | 2段エンジンの点火直後にエンジンが緊急停止し、軌道投入に失敗。同時に試みられた1段目の洋上回収には成功。1段目には再使用に向けて改良された機体が用いられた。                 |
| 21 | 2021年7月29日 06:00     | "It's A Little Chile Up Here"                | LEO        | Monolith                                    | 成功       | アメリカ宇宙軍の試験開発衛星。 |
| 22 | 2021年11月18日 01:38:13 | "Love At First Insight"                      | LEO        | BlackSky-14 BlackSky-15                     | 成功       | 両機はBlackSkyの地球観測衛星「Gen-2」に相当。ロケットの第一段機体はパラシュート降下のさいにヘリコプターからの観測を行ったうえで洋上回収された。                           |
| 23 | 2021年12月9日 00:02     | "A Data With Destiny"                        | LEO        | BlackSky-12 Gen-2 BlackSky-13 Gen-2         | 成功       | |
| 24 | 2022年2月28日 20:35     | "The Owls Night Continues"                   | SSO        | StriX-β                                     | 成功       | |
| 25 | 2022年4月2日 12:41      | "Without Mission A Beat"                     | LEO        | BlackSky-14 Gen-2 BlackSky-15 Gen-2         | 成功       | |
| 26 | 2022年5月2日 22:49      | "There And Back Again"                       | LEO        | 6社の小型衛星34基                           | 成功       | ヘリコプターによる初の第一段空中捕獲成功（ただし洋上回収） |
| 27 | 2022年6月28日 09:55     | "CAPSTONE"                                   | 月遷移軌道 | キャップストーン Photon                     | 成功       | CAPSTONEは月軌道プラットフォームゲートウェイの試験機で、12Uサイズのキューブサット。小型衛星プラットフォームPhotonによって月長楕円極軌道へ運ばれ、軌道の安定性を確かめる。 |
| 28 | 2022年7月13日 06:30     | "Wise One Looks Ahead"                       | LEO        | NROL-162                                    | 成功       | アメリカ国家偵察局の衛星であり、詳細は非公開。 |
| 29 | 2022年8月4日 05:00      | "Antipodean Adventure"                       | LEO        | NROL-199                                    | 成功       | アメリカ国家偵察局の衛星であり、詳細は非公開。 |
| 30 | 2022年9月15日 20:38     | "The Owl Spreads Its Wings"                  | SSO        | StriX-1                                     | 成功       | 日本の企業SynspectiveによるSAR衛星の実証商用機。 |
| 31 | 2022年10月7日 17:19     | "It Argos Up From Here"                      | SSO        | Argos-4                                     | 成功       | |
| 32 | 2022年11月4日 17:27     | "Catch Me If You Can"                        | SSO        | MATS                                        | 成功       | スウェーデンの科学衛星。第一段回収は空中捕獲が試みられたが、通信トラブルにより洋上回収に変更。                                                                            |
| 33 | 2023年1月24日 23:00     | "Virginia Is For Launch Lovers"              | LEO        | HawkEye 360 Cluster 6 3基                   | 成功       | 商用の電波監視衛星。 |
| 34 | 2023年3月16日 22:39     | "Stronger Together"                          | LEO        | Capella 9/10                                | 成功       | 合成開口レーダー（SAR）衛星2基。 |
| 35 | 2023年3月24日 09:14     | "The Beat Goes On"                           | LEO        | BlackSky-18/19                              | 成功       | BlackSkyの地球観測衛星2基。 |
| 36 | 2023年5月8日 01:00      | "Rocket Like A Hurricane"                    | LEO        | TROPICS衛星2基                              | 成功       | NASAのキューブサット。 |
| 37 | 2023年5月26日 03:46     | "Coming to a Storm Near You"                 | LEO        | TROPICS衛星2基                              | 成功       | 2回目のTROPICS衛星打ち上げ。 |
| 38 | 2023年6月18日 01:24     | "Scout's Arrow"                              | -          | DYNAMO-A                                    | （成功）   | 弾道飛行。 |
| 39 | 2023年7月18日 01:27     | "Baby Come Back"                             | SSO        | LEO 3 · Lemur-2 × 2 · Starling × 4          | 成功       | 第一段回収成功（洋上着水）。 |
| 40 | 2023年8月23日 23:45     | "We Love The Nightlife"                      | LEO        | Acadia 1                                    | 成功       | 第一段回収成功（洋上着水）。 |
| 41 | 2023年9月19日 06:55     | "We Will Never Desert You"                   | LEO        | Acadia 2                                    | 失敗       | 第1段分離後に異常。 |
| 42 | 2023年12月15日 04:05    | "The Moon God Awakens"                       | LEO        | QPS-SAR-5 (TSUKUYOMI-I)                     | 成功       | QPS研究所のSAR衛星5号機 |
| 43 | 2024年1月31日 06:34     | "Four Of A Kind"                             | LEO        | Skylark×4基                                 | 成功       | カナダの民間宇宙企業NorthStarとSpireが共同開発した16Uサイズの小型衛星。 第一段目は洋上回収。                                                                              |
| 44 | 2024年2月18日 14:52     | "On Closer Inspection"                       | SSO        | ADRAS-J                                     | 成功       | 日本企業アストロスケールの商業デブリ除去実証衛星。 |
| 45 | 2024年3月12日 15:03     | "Owl Night Long"                             | SSO        | StriX-3                                     | 成功       | 日本の民間宇宙企業 Synspective（シンスペクティブ）のSAR衛星。 |
| 46 | 2024年3月21日 07:25     | "Live and Let Fly"                           | LEO        | NROL-123                                    | 成功       | |
| 47 | 2024年4月23日 22:32     | "Beginning Of The Swarm"                     | LEO 520km  | NEONSAT-1                                   | 成功       | 韓国科学技術院が開発した地球観測衛星。カラー4m、モノクロ1mの分解能を有する。                                                                                              |
| 47 | 2024年4月23日 22:32     | "Beginning Of The Swarm"                     | LEO 1000km | ACS3                                        | 成功       | ACS3はNASAが開発したソーラーセイル。 |
| 48 | 2024年5月25日 07:41     | "Ready, Aim, PREFIRE"                        | SSO        | PREFIRE Mission 1                           | 成功       | |
| 49 | 2024年6月5日 03:15      | "PREFIRE And Ice"                            | SSO        | PREFIRE Mission 2                           | 成功       | |
| 50 | 2024年6月20日 18:13     | "No Time Toulouse"                           | SSO        | Kinéis × 5                                  | 成功       | |
| 51 | 2024年8月2日 16:39      | "Owl For One, One For Owl"                   | LEO        | StriX-2                                     | 成功       | 日本企業SynspectiveのSAR衛星。 |
| 52 | 2024年8月11日 13:18     | "A Sky Full Of SARs"                         | LEO        | Acadia 3                                    | 成功       | アメリカの民間宇宙企業Capella SpaceのSAR衛星。 |
| 53 | 2024年9月20日 23:01     | "Kinéis Killed The RadIoT Star"              | LEO        | Kinéis × 5                                  | 成功       | |
| 54 | 2024年11月5日 10:54     | "Changes In Latitudes, Changes In Attitudes" | SSO        | Protosat-1                                  | 成功       | |
| 55 | 2024年11月24日 6:00     | "HASTE A La Vista"                           | -          | MACH-TB                                     | （成功）   | 弾道飛行。 |
| 56 | 2024年11月25日 3:55     | "Ice AIS Baby"                               | LEO        | Kinéis × 5                                  | 成功       | |
| 57 | 2024年12月14日 1:00     | "Stonehenge"                                 | -          | （不明）                                    | （成功）   | 弾道飛行。 |
| 58 | 2024年12月21日 14:17    | "Owl The Way Up"                             | SSO        | StriX-2                                     | 成功       | |
| 59 | 2025年1月8日 20:43      | "IoT 4 You and Me"                           | SSO        | Kinéis × 5                                  | 成功       | |
| 60 | 2025年2月18日 23:17     | "Fasten Your Space Belts"                    | LEO        | BlackSky Gen-3 x 1                          | 成功       | |
| 61 | 2025年3月15日 0:00      | "The Lightning God Reigns"                   | LEO        | QPS-SAR-9                                   | 成功       | QPS研究所のSAR衛星。愛称スサノオ-I。 |
| 62 | 2025年3月18日 1:31      | "High Five"                                  | SSO        | Kinéis × 5                                  | 成功       | |
| 63 | 2025年3月26日 15:30     | "Finding Hot Wildfires Near You"             | SSO        | OroraTech OTC-P1 × 8                        | 成功       | |
| 64 | 2025年5月17日 8:17      | "The Sea God Sees"                           | LEO        | QPS-SAR-10                                  | 成功       | QPS研究所のSAR衛星。愛称ワダツミ-I。 |
| 65 | 2025年6月2日 23:57      | "Full Stream Ahead"                          | LEO        | BlackSky Gen-3 × 1                          | 成功       | |
| 66 | 2025年6月11日 15:31     | "The Mountain God Guards"                    | LEO        | QPS-SAR-11                                  | 成功       | QPS研究所のSAR衛星。愛称ヤマツミ-I。 |
| 67 | 2025年6月25日 17:28     | "Get The Hawk Outta Here"                    | LEO        | Lyra Block 1-2 (Lyra-2)                     | 成功       | |
| 68 | 2025年6月28日 7:08      | "Symphony In The Stars"                      | SSO        | HawkEye 360 Cluster 12 (3基) · Kestrel-0A   | 成功       | |
| 69 | 2025年8月5日 4:10       | "The Harvest Goddess Thrives"                | LEO        | QPS-SAR-12                                  | 成功       | QPS研究所のSAR衛星。愛称クシナダ-I。 |

## 再使用

エレクトロンの打ち上げから回収までの流れ

エレクトロンは使い捨て型ロケットとして開発されたが、2019年8月には将来的に1段目の回収・再使用を行う計画が発表されている。この計画では、打ち上げ後の1段目はそのまま自由落下した後、パラフォイルを展開。減速したところをヘリコプターで空中回収する。ロケット・ラボでは、再使用を打ち上げコストの削減ではなく、打ち上げ頻度を向上させる目的で行うとしている。
その後、洋上にパラシュートで着水したものではあるが、2020年11月20日に打ち上げた16号機で同社としては初めて第一段機体の回収に成功した。民間企業としては世界で2社目となる。
2022年5月2日打ち上げの26号機では初めてヘリコプターによる第一段機体の空中捕獲にも成功した。ただし予期せぬ負荷により念のため切り離され、回収は従来通り洋上着水後となった。 2023年8月23日打ち上げの40号機では、26号機で回収したエンジンのうち1基を再使用しての打ち上げが行われた。